# 圣瑞利安拉热内斯特 (多姆山省)
圣瑞利安拉热内斯特（法語：Saint-Julien-la-Geneste）是法国多姆山省的一个市镇，属于里永区（Riom）圣热尔韦多韦尔尼县（Saint-Gervais-d'Auvergne）。该市镇总面积11.97平方公里，2009年时的人口为133人。

## 人口
圣瑞利安拉热内斯特人口变化图示